# Усово (станция)
У́сово — тупиковая железнодорожная станция Белорусского направления Московской железной дороги в селе Усово Одинцовского городского округа Московской области. Расстояние от Белорусского вокзала — 31 км. По объёму выполняемой работы отнесена к 4 классу. Входит в Московско-Смоленский центр организации работы железнодорожных станций ДЦС-3 Московской дирекции управления движением.
Находится вблизи Рублёво-Успенского шоссе и усадьбы Ново-Огарёво (10 минут прогулочным шагом).

## Инфраструктура
На станции одна пассажирская островная платформа, используемая для движения в обоих направлениях. На станции — три пути, два из них электрифицированы. Имеется одна островная высокая платформа возле путей № 1 и 2. Оборот электропоездов осуществляется на пути № 2, так как путь № 1 дальше продолжается на запад через переезд на территорию правительственного депо Усово-2. Пути № 2 и 3 в западной горловине заканчиваются общим тупиком, призма которого находится напротив главного входа в стоящий рядом с западной горловиной храм Спаса Нерукотворного Образа. Возле восточной горловины имеется короткая высокая техническая платформа, рассчитанная на 1 вагон «Иволги». Ранее там же находилось здание дачного вокзала с билетными кассами.  
К западу от станции линия ранее пролегала ещё на 3 километра до территории «Совхоз ОГПУ» в Горки-2. Этот участок не был электрифицирован. Ныне он разобран. На снимках Google и Яндекс отчётливо видно расположение путей. Ныне линия продолжается за забор, где до 2010-х были склады, в 2010-х построена платформа Усово-2 для президентских поездов.
Станция расположена на линии Кунцево I — Усово, сооружённой в 1926 году, в 1927 году была построена пассажирская платформа. В 1957 году линия была электрифицирована. В 2005 году для обеспечения безубыточности на станции Усово и на платформах Ромашково, Раздоры, Барвиха и Ильинское были закрыты билетные кассы, после чего на линии стали работать разъездные билетные кассиры.
Линия Кунцево I — Усово не раз планировалась к закрытию для строительства дублёра Рублёво-Успенского шоссе. Однако местное население выступило за сохранение железной дороги. В 1998 году вопрос о ликвидации Усовской ветки стал предметом официального референдума жителей Одинцовского района и 92% проголосовали против. Поэтому к декабрю 2017 года с учётом востребованности у пассажиров линия была капитально реконструирована, а с 25 октября 2018 года по ней запущены электропоезда повышенной комфортности «Иволга».
Самая дальняя точка беспересадочного сообщения на Москву (на 2018 год) — Москва-Пасс.-Смоленская (Белорусский вокзал). В предыдущие годы были более длинные беспересадочные маршруты на Савёловское и Курское направления МЖД, но в 2017 году все усовские маршруты укорочены.
К 2018 году усовская линия Московской железной дороги играет важную роль в транспортном обслуживании жителей территории Усово-Ильинское и всей Рублёвки.

## Реконструкция и запуск поездов повышенной комфортности
В 2014-2018 годах участок от Белорусского вокзала до Усово капитально реконструирован. На станции размещены терминалы по продаже билетов, оборудованы навесы, открыт кассовый павильон с залом ожидания и электронным табло расписания электропоездов, благоустроена прилегающая территория и размещена перехватывающая автомобильная парковка. Станция используется для пересадки пассажиров с автотранспорта на железнодорожный транспорт. Турникетами станция не оборудована, однако имеется билетная касса. На станции есть валидаторы.
С 25 октября 2018 года до станции Усово с Белорусского вокзала началось регулярное тактовое движение ускоренных электропоездов повышенной комфортности «Иволга». В сутки выполняется 16-18 рейсов в обе стороны с интервалом в 1 час. Билеты на «Иволги» продаются по стандартной цене обычных электричек. По состоянию на график 2020/2021 время в пути по всему маршруту составляет 42 минуты (со всеми остановками кроме Беговой, Тестовской и Кунцевской).

## Галерея

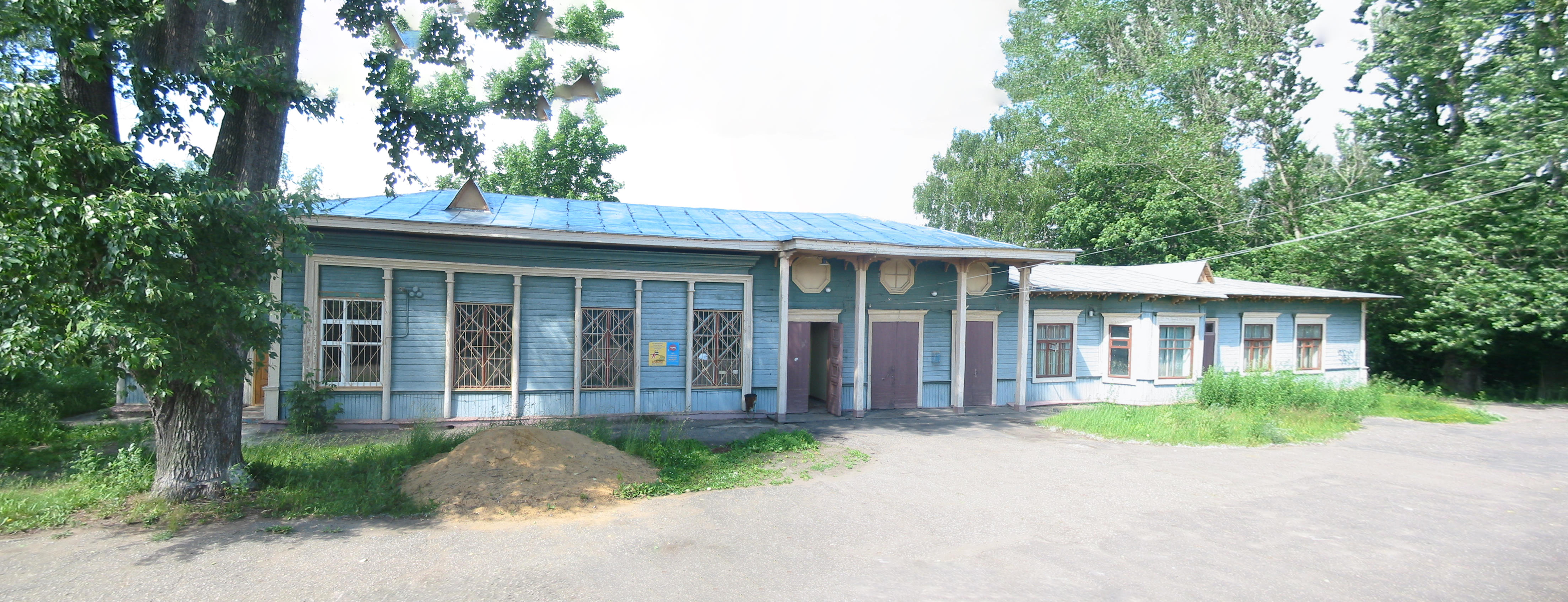
Деревянный вокзал, 2004 год
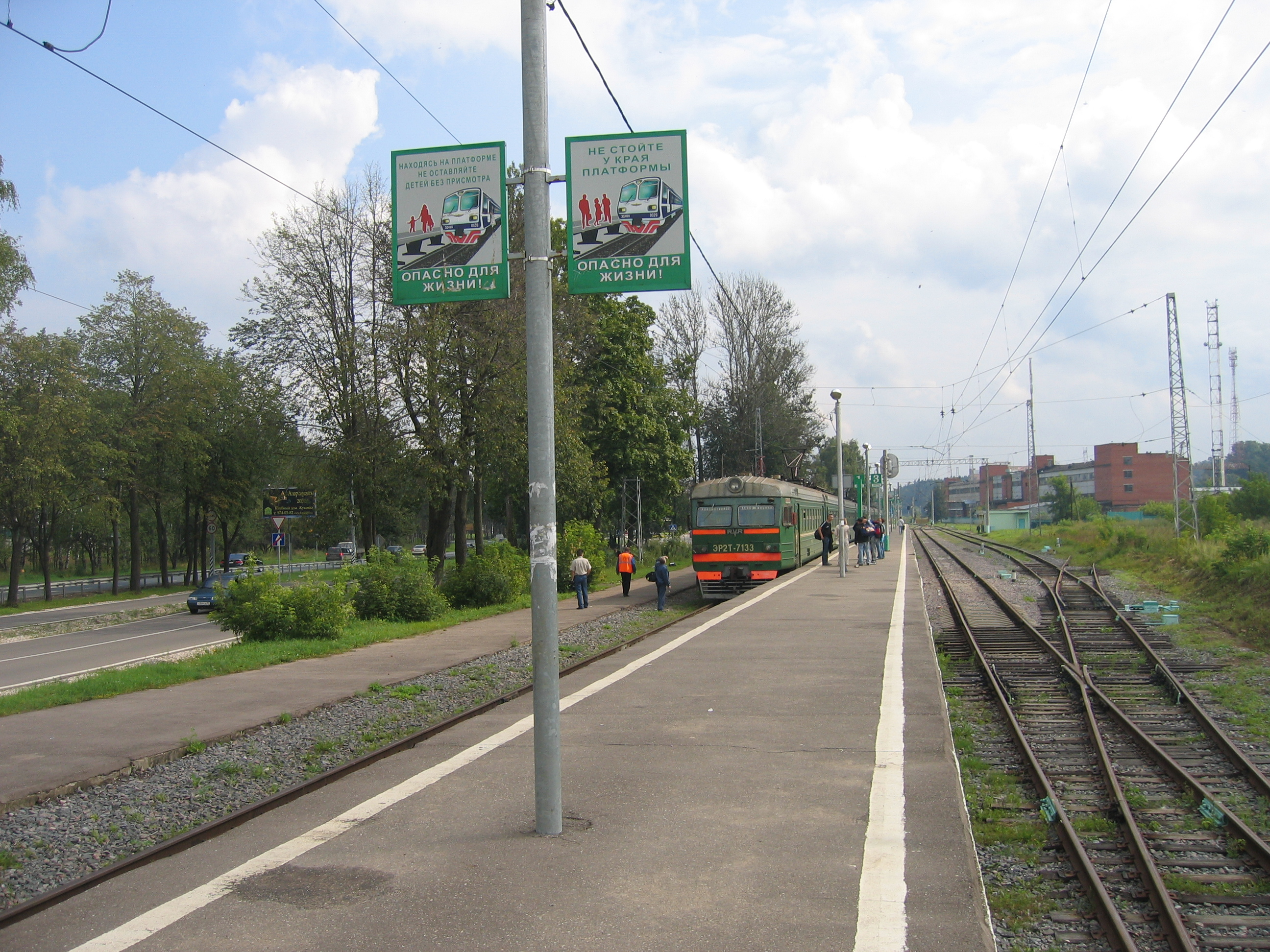
Станция до реконструкции, 2008 год
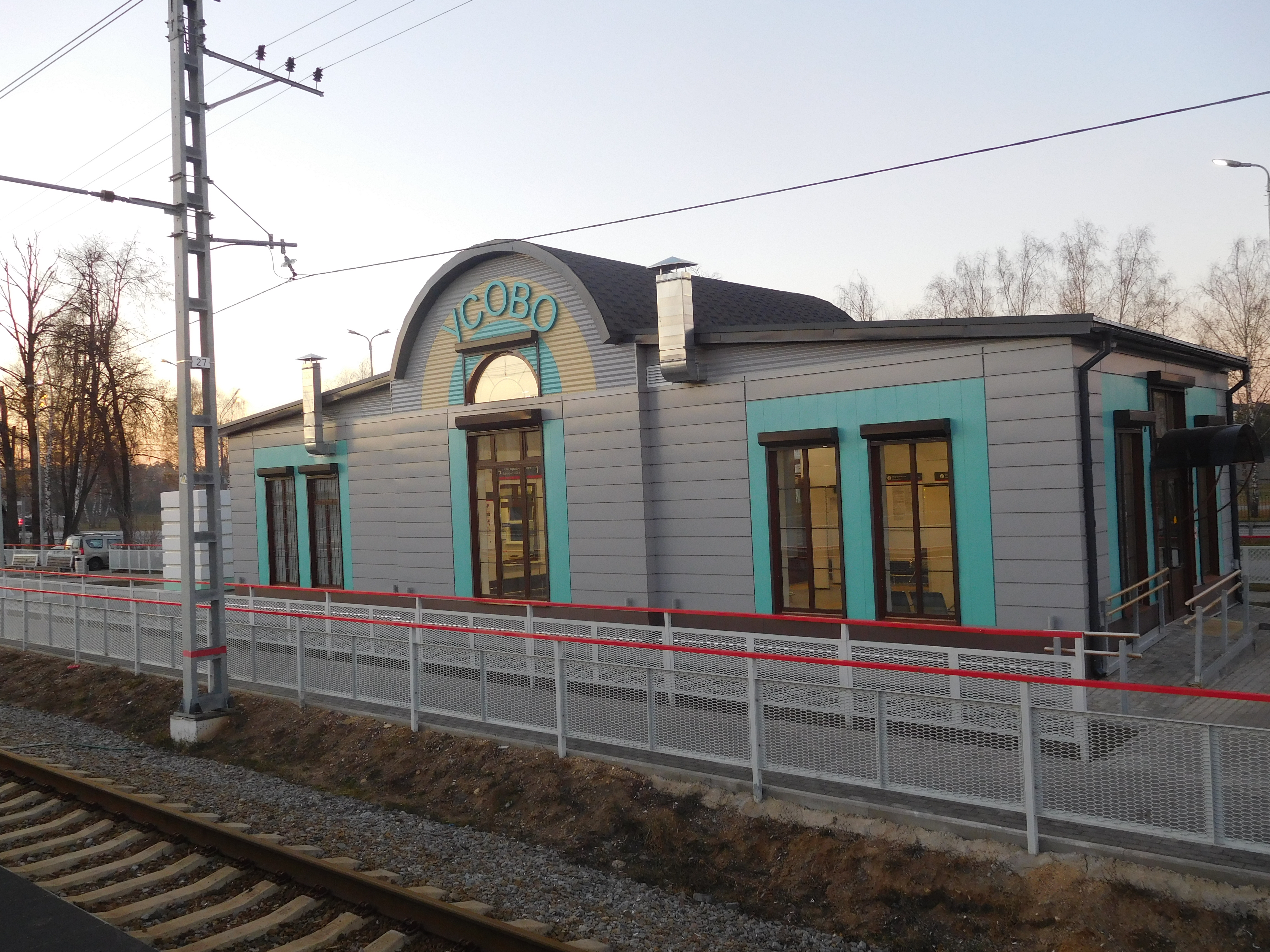
Вокзал станции Усово, 2018 год
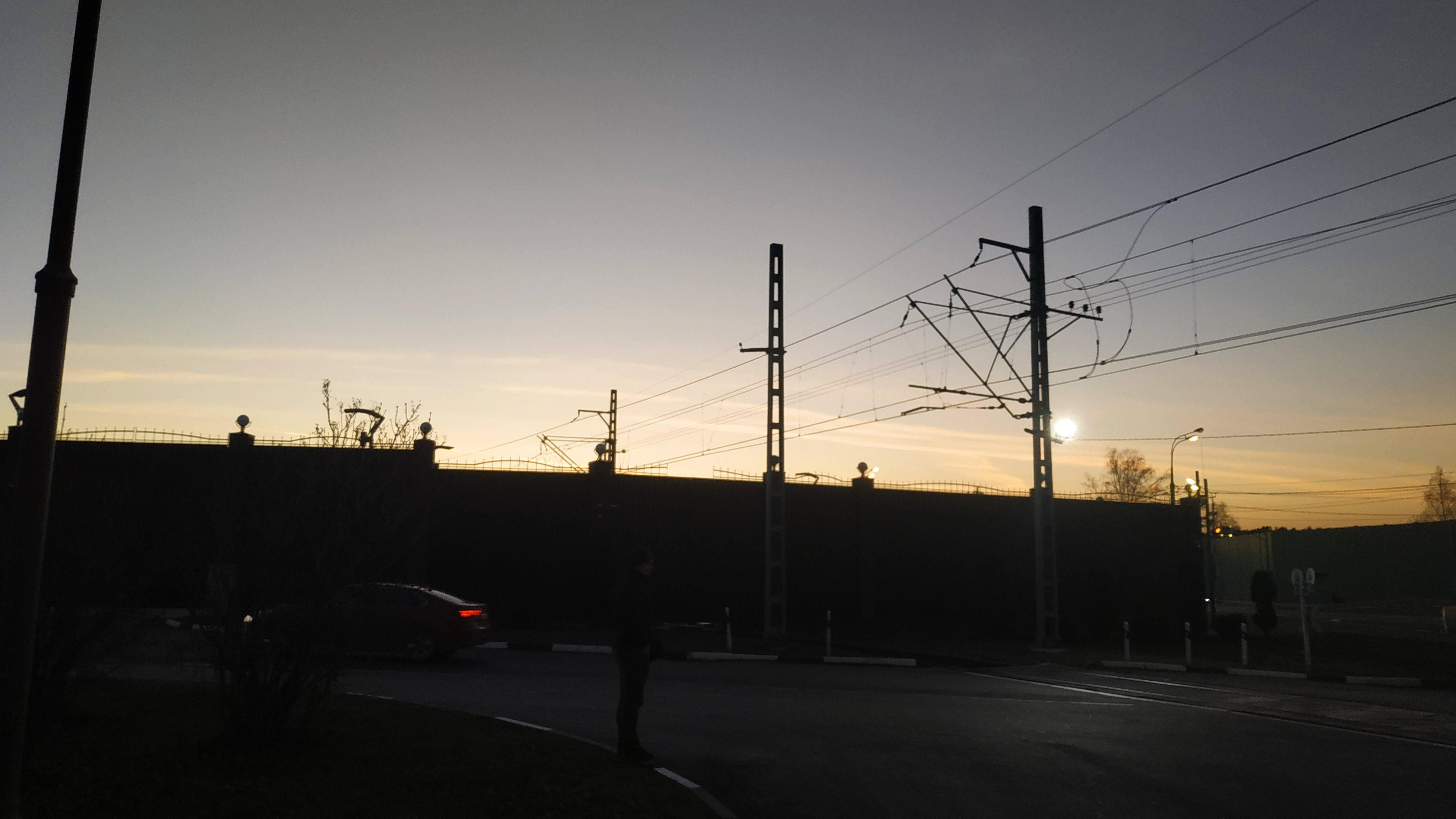
Ворота правительственного депо Усово-2 за переездом, 2021 год
Западная горловина с видом на храм Спаса Нерукотворного Образа, 2021 год